# Miadanasuchus
Miadanasuchus is een geslacht van uitgestorven peirosauride reptielen, dat werd gevonden in de Maevarano-formatie van Madagaskar en leefde tijdens het Laat-Krijt (Campanien). 
In 1979 benoemden Eric Buffetaut en Philippe Taquet een nieuwe soort van Trematochampsa: Trematochampsa oblita. De soortaanduiding betekent 'vergeten'. Het materiaal werd aangetroffen in de collectie van Parijs en de precieze herkomst was vergeten.
Het holotype is MAJ 3, een symfyse van de onderkaken en een los angulare.
In 2009 werd door Erin L. Rasmusson Simons en Gregory A. Buckley het aparte geslacht Miadanasuchus benoemd. De geslachtsnaam verwijst naar de Miadanaheuvels, de vermoedelijke vindplaats. Per abuis gaven ze echter als combinatio nova de soortnaam Miadanasuchus oblita. Het is verplicht de uitgang van de soortaanduiding aan te passen zodat het Miadanasuchus oblitus wordt. In 2009 werd een nieuw exemplaar toegewezen gevonden in 1999: specimen FMNH PR 2343 bestaande uit gepaarde dentaria.
Miadanasuchus was een kleine drie meter lang. Het taxon deelt geen speciale kenmerken met Trematochampsa. Verschillen zijn dat het dentarium breder en hoger is; dat de zijrand van het dentarium golvend is in plaats van recht en dat de symfyse naar achteren reikt tot tussen de zesde en zevende tand in plaats van de vijfde tand.